# Milcoiu
Milcoiu è un comune della Romania di 1 333 abitanti, ubicato nel distretto di Vâlcea, nella regione storica della Muntenia.